# (4792) Lykaon

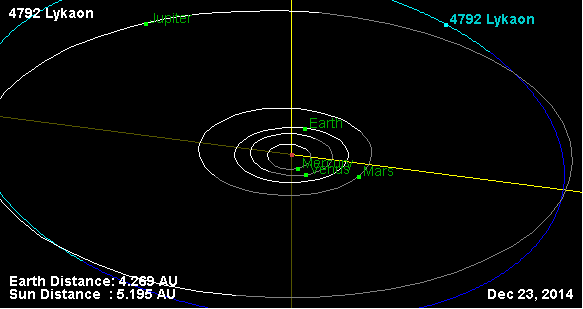
Orbita planetoidy Lykaon.

(4792) Lykaon – planetoida z grupy trojańczyków okrążająca Słońce w ciągu 12,07 lat w średniej odległości 5,26 j.a. Odkryła ją Carolyn Shoemaker 10 września 1988 roku w Obserwatorium Palomar. Nazwa planetoidy pochodzi z mitologii greckiej od Likaona, syna Priama i brata Polidora.